# Gomer (Hebreeuwse Bijbel)
Gomer (Hebreeuws: גֹּמֶר Gōmer) was volgens de volkerenlijst en Genesis 10:2 een van de zeven zonen van Jafet, en kleinzoon van Noach. Naast Genesis komt Gomer ook voor 1 Kronieken 1: 5,6 en in het Joodse boek der Jubileeën. In deze bronnen staat dat hij de vader was van Askenaz, Rifath en Togarma..
Volgens de Romeinse geschiedschrijver Flavius Josephus was Gomer de voorvader van de Gomerianen (Germanen), de Galaten, de Kelten en de inwoners van Wales (hun taal werd oorspronkelijk ook Gomeraeg genoemd).
Van de Hebreeuwse naam ‘Gomer’ wordt algemeen aangenomen dat deze refereert aan de Cimmeriërs die rondtrokken door de Euraziatische steppe. Dit volk viel in de late 7e eeuw v. Chr. Assyrië binnen, en werd door de Assyriërs de ‘Gimmerai’ genoemd. In het Akkadisch stonden de Cimmeriërs bekend als de Gimirru.